# Нижнее Казанище
Нижнее Казанище (кум. Тёбен Къазаныш, Тюпдеги Къазаныш, Уллу Къазаныш) — село в Буйнакском районе, Республики Дагестан, Российской Федерации. В прошлом один из крупных городов кумыкского государства Тарковского шамхальства, а позже попеременно столица обособленных от Тарковского шамхальства кумыкских владений и ханств — Бамматулинского бийлика и Дженгутаевского ханства. Моноэтническое кумыкское село.
Образует сельское поселение село Нижнее Казанище как единственный населённый пункт в его составе.

## География
Село расположено 7 км к юго-востоку от города Буйнакск, на правом (в основном) и левом берегах (Бетаул) реки Бураганозень.

## Этимология
Согласно дореволюционному этнографу Н. И. Воронову название селения происходит от слова «Казан» (кум. къазан) — котёл. Название такое появилось в результате того, что жители села занимались значительным размером выделки котлов. 

## История

### Основание
Начало истории населенного пункта относится к раннему средневековью. В его окрестностях найдены крупные археологические поселения — Нижнеказанищенское городище (X-XIII века), Нижнеказанищенское поселение (X-XIII века), Юртлантюбинское поселение (VI-X века).
Согласно стойко сохранившемуся преданию, жители Нижнего Казанища являются выходцами из раннесредневекового города Аркас, разрушенного Тамерланом в 1396 году.

### Бамматулинское владение
С XVII века село стало столицей Бамматулинского владения. Казанищенские князья боролись за титул шамхала и некоторые из них стали ими, в том числе Умалат Казанищенский и Тишсиз-Баммат.
Тишсиз Баммат был активным участником междоусобных войн и два раза становился тарковским шамхалом. Объединился с кайтагским уцмием и с эндиреевскими князьями, в 1770-х он начал новую войну с шамхалом Муртузали и Фатали-ханом Кубинским. Один из командующих дагестанскими войсками в Гавдушанской битве. Погиб в военной стычке под Дербентом.

### Кавказская война
Казанищенцы были участниками движения Шейха Мансура. Как сообщается в документах, из Среднего и Южного Дагестана «казанищенский владелец Казбулат с подвластными и с прочих деревень с собирающим народом равно и кандакских деревень два князя ехать туда ж намерены», то есть к Мансуру. Окоченский татарин Вали Килякаев сообщал, что к Мансуру тянутся вереницы добровольцев из Казанища, Кумторкалы, Эрпели, Карабудахкента, Каякента, Губдена, Усемикента и других населенных пунктов.
В 1831 году к имаму Гази-Мухаммаду прибыл сын казанищенского князя Хасбулата Ирази-бек Казанищевский. Как отмечает Н. Окольничий, приход к Кази-Мулле Ирази-бека стал подлинным торжеством для него. А. А. Неверовский писал, что «с появлением Ирази, Шамхальские селения, исключая Карабудакента, начали переходить, одно в след за другим, на сторону мюридов». В сражении при Атлы-Боюне русские войска отступили, что подарило имаму громадную славу на Кавказе. Ирази-бек погиб при штурме крепости Бурная. Шамхальское восстание 1831 года было все же подавлено, а Нижнее Казанище было сожжено за восстание.

### XX век
В 1952—1953 годах Нижнее Казанище было центром Буйнакского района.

## Население
| 1869    | 1888    | 1895    | 1926    | 1939    | 1970    | 1979    |
| ------- | ------- | ------- | ------- | ------- | ------- | ------- |
| 4418    | ↗5448   | ↘4926   | ↘4890   | ↘4507   | ↗5235   | ↗6160   |
| 1989    | 2002    | 2010    | 2012    | 2013    | 2014    | 2015    |
| ↗6739   | ↗10 989 | ↗12 871 | ↗13 220 | ↗13 421 | ↗13 626 | ↗13 823 |
| 2016    | 2017    | 2018    | 2019    | 2020    | 2021    | 2023    |
| ↗14 000 | ↗14 169 | ↗14 330 | ↗14 437 | ↗14 570 | ↗16 984 | ↗17 173 |
| 2024    | 2025    |         |         |         |         |         |
| ↗17 288 | ↗17 502 |         |         |         |         |         |

Национальный состав
По данным Всероссийской переписи населения 2021 года:
| №        | Национальность | Численность, чел. | Доля    |
| -------- | -------------- | ----------------- | ------- |
| 1        | кумыки         | 16 261            | 95,74 % |
| 1.000001 | не указавшие   | 607               | 3,57 %  |
| 1.000002 | прочие         | 116               | 0,68 %  |
| 1.000003 | всего          | 16 984            | 100 %   |

## Известные уроженцы
- Ирази-бек Казанищевский — кумыкский военно-политический деятель времен Кавказской войны.
- Абусуфьян Акаев - известный просветитель и религиозный деятель.
- Тонаев, Джалав Джанхуватович - известный общественный и политический деятель Дагестана начала XX века, соратник и заместитель имама Нажмудина Гоцинского. Контрреволюционер.
- Тонаев, Джанхуват - известный кумыкский общественный деятель, помещик с. Бетавул. Отец Тонаева Джалава.
- Бозигит Атаев - пятикратный чемпион мира по ушу-саньда, трёхкратный Чемпион Европы, Заслуженный мастер спорта РФ, лауреат национальной премии «Золотой пояс России» в номинации — «Лучший спортсмен года»[31].
- Бахтияр Ахмедов - российский борец вольного стиля, чемпион Олимпийских игр 2008 года, двукратный чемпион России, призёр чемпионата Европы.
- Бамматов, Динислам Хизриевич  — российский борец греко-римского стиля.
- Арсланбеков Хизри Шарапутдинович - (1934-1996), место рождения Нижнее Казанище, Буйнакского района, потомок Абусуфьяна Акаева, известный ученый и публицист, доцент ДГПУ, кандидат исторических наук, один из основателей Кумыкского культурного центра «Къумукъ ожагьы» в Махачкале.  В 1960 году окончил исторический факультет Дагестанского государственного университета. С 1972 по 1980 гг. работал в секторе истории КПСС института истории, языка и литературы младшим научным сотрудником, затем старшим научным сотрудником.  В 1979 году защитил кандидатскую диссертацию на тему «Деятельность Дагестанской партийной организации по развитию литературы 1921-1941 гг.)».  Арсланбеков Х. Ш. – 2 автор книг «Люди немеркнущей славы» (о деятелях коммунистической партии и советского государства), 3 Х.Ш. Мамагаджи: Повесть / Хизри Арсланбеков. – Махачкала: Даггиз, 1969. – 87 с. кумык.яз.  • Арсланбеков Х.Ш. Память / Хизри Арсланбеков. – Махачкала: Дагест. кн. изд-во, 1978. – 69 с.: ил.  • Арсланбеков Х.Ш. Соколиное сердце. / Хизри Арсланбеков. – Махачкала: Дагучпедгиз, 1985. – 114 с. ил. 1 л. порт.кумык.яз.  • Арсланбеков Х.Ш. Шаги: Стихи / Хизри Арсланбеков. – Махачкала: Дагест. кн. изд-во, 1982. – 36 с.4